# Hudson (programari)
Hudson és una eina d'integració contínua escrita en Java, que s'executa en un contenidor de servlet o miniaplicació de servidor com Apache Tomcat o el servidor d'aplicacions GlassFish. Treballa amb ferramentes de control de versions com CVS, Subversion, Git, Perforce, Clearcase i RTC, i pot executar projectes basats en Apache Ant i Apache Maven, així com shell scripts i processos per lot de Windows (Windows baths commands). El desenvolupador primari d'Hudson fou Kohsuke Kawaguchi, qui treballaba per Sun Microsystems. Llençat sota una llicència MIT, Hudson és un programa lliure.
Les complexions (Builds) poden iniciar-se de diverses maneres, incloent la planificació amb un mecanisme tipus cron, construint quan altres complexions s'han completat, i demanant un URL de complexió específic.
Hudson va esdevindre una alternativa popular a CruiseControl i altres servidors de complexió (build servers) de font oberta en 2008. A la conferència JavaOne en maig de 2008, Hudson fou el guanyador del premi Duke's Choice Award en la categoria de Developer Solutions (solucions per a desenvolupadors).
Quan Oracle comprà Sun Microsystems, va declarar la seua intenció de marca l'Hudson nom, va declarar la seva intenció de registrar com a marca el nom d'Hudson, i començà el desenvolupament d'una versió comercial. Va ser decisió de la majoria de la comunitat de desenvolupament, incloent Kawaguchi, continuar el projecte sota el nom Jenkins a principis de 2011. Oracle va mantenir que Hudson continuava desenvolupant-se i que Jenkins era una "forquilla"; els desenvolupadors de Jenkins van considerar Hudson per a ser la forquilla.
L'interès en Hudson va col·lapsar més endavant. Finalment Oracle va donar els avantatges restants del projecte d'Hudson a Eclipse Foundation al final de 2012. Per a novembre de 2013, hi ha moltes més confirmacions per dia en el projecte Jenkins que a Hudson.

## Plugins
Hudson és extensible a través d'una arquitectura de plugins, i molts d'aquestos s'han posat a disposició del públic, que s'estenen molt més enllà de ser merament una eina de construcció per a projectes Java. Els plugins estan disponibles per integrar Hudson amb la majoria de versions de sistemes de control i bug databases. Moltes eines de complexió (build tools) són recolzades pels seus plugins respectius. Els plugins També poden modificar l'aspecte d'Hudson o afegir funcionalitats noves.
Les complexions poden generar informes de prova (test reports) en diversos formats (JUnit és recolzat fora de la caixa, altres mitjançant plugins) i Hudson pot mostrar els informes i generar tendències i renderitzarles dins del GUI.

## Divisió Hudson–Jenkins
En novembre de 2010, un assumpte va sorgir en la comunitat Hudson respecte a la infraestructura utilitzada, que va créixer per abastar qüestions relatives a l'administració d'Oracle i el control percebut del projecte. Les negociacions es dugueren a terme entre els principals col·laboradors del projecte i Oracle; tot i que hi hi havia moltes àrees on estaven d'acord, un punt clau era el control del nom "Hudson" en si mateix, el qual Oracle reclamava, i pel qual va presentar un registre de marca a principis de desembre del 2010 (concedit el 25 d'octubre de 2011). Com a resultat, l'11 de gener de 2011, es va fer una proposta per a canviar el nom de projecte de "Hudson" a "Jenkins". La proposta fou aclaparadorament aprovada pels qui van votar el 29 de gener de 2011, creant el projecte Jenkins. L'1 de febrer de 2011, Oracle va indicar que el projecte, en associació amb altres en la comunitat, pretenia continuar el desenvolupament d'Hudson.

## Trasllat a Eclipse Foundation
El 3 de maig de 2011, Eclipse Foundation, conjuntament amb els committers clau d'Hudson, Oracle, Sonatype i altres qui donàven suport a la comunitat, realitzaren una proposta formal per a la transferència d'Hudson, incloent el codi de nucli i marques problemàtiques, a Eclipse Foundation. El fundador d'Hudson Kohsuke Kawaguchi va veure el moviment d'Oracle mentre validava Jenkins. "Quan parlàvem amb Oracle per trobar un punt mig, van deixar molt clar que no tenien cap intenció de deixar el control de marca. Però amb aquest moviment, clarament reconeixien que Oracle no podria mantenir-se en peu amb el projecte Jenkins." El 24 de gener de 2012, Eclipse va anunciar la inclusió d'Hudson 3 en la Eclipse Foundation.